# Noir comme neige
Série
Morts au sommet
(2023)
Pour plus de détails, voir Fiche technique et Distribution.
Noir comme neige est un téléfilm français réalisé par Éric Valette d'après un scénario d'Olivier Berclaz et Anne-Charlotte Kassab, et diffusé pour la première fois en France le 17 novembre 2021 sur France 2.
Ce polar est une coproduction de Lizland Films et France Télévisions pour France 2, avec la participation de la Radio télévision suisse (RTS) et de TV5 Monde et le soutien de la région Auvergne-Rhône-Alpes.

## Fiche technique
Sauf indication contraire, les informations mentionnées dans cette section peuvent être confirmées par les bases de données cinématographiques IMDb et Allociné,  présentes dans la section « Liens externes ».
- Titre français : Noir comme neige
- Réalisation : Éric Valette
- Scénario : Olivier Berclaz et Anne-Charlotte Kassab
- Musique : Mike Theis et Alice Lewis
- Décors : Pierre-Julien Journet
- Costumes : Sandrine Weill
- Photographie : Claude Garnier
- Son : Thomas Pietrucci et Rafael Ridao
- Montage : Sébastien  Prangere
- Production : Élisabeth Arnac
- Sociétés de production : Lizland Films et France Télévisions
- Pays de production :  France
- Langue originale : français
- Format : couleur
- Genre : Policier
- Durée : 90 minutes
- Dates de première diffusion :
  - France : 17 novembre 2021 sur France 2[2]

## Distribution
- Laurent Gerra : capitaine Andréas Meyer de la police suisse
- Clémentine Poidatz : Constance Vivier, adjudante au peloton de gendarmerie de haute montagne (PGHM)
- Margaux Ribagnac-Vin : Violette Meyer, la fille d'Andréas
- Thierry Frémont : Alain Bisset
- Franck Adrien : Philippe Carroz
- Pascal Gimenez : Pascal Chesnais
- Jacques Chambon : Urs Wicht
- Élodie Colin : Mélanie Wicht
- Mata Gabin : Margaux Capelli
- Ayana : Sarah, la légiste

## Production

### Genèse et développement
Le scénario est de la main d'Olivier Berclaz et Anne-Charlotte Kassab avec la collaboration de Nabil Drissi, et la réalisation est assurée par Éric Valette,.
La production est assurée par Élisabeth Arnac pour Lizland Films.
Une suite est réalisée en 2023 sous le titre de Morts au sommet.

### Attribution des rôles
À côté de sa carrière d'imitateur, Laurent Gerra enchaîne les tournages en tant qu'acteur, et généralement dans des contre-emplois. Dans Noir comme neige et Morts au sommet, son personnage Andreas Meyer est un vrai rôle de composition : « Il est l'inverse de ce que je suis dans la vie. C'est quelqu'un de strict, cynique et un peu misanthrope là où je suis joyeux ».

### Tournage
Le tournage du téléfilm a lieu dans la vallée de la Haute-Maurienne, dans le massif de la Vanoise, à Bessans, Lanslebourg, Bonneval-sur-Arc, Modane, Saint-Jean-de-Maurienne, Bramans et Avrieux, ainsi qu'à Annecy.
À propos de ce tournage dans la vallée de la Haute-Maurienne, une région qu'il connait très bien, Laurent Gerra souligne : « C'est audacieux de tourner à la montagne. J'avais prévenu qu'il allait faire très froid. Le premier jour, il faisait –27°C. C'est un de mes plus beaux souvenirs et je comptais les jours en regrettant qu'ils passent si vite ».

## Accueil

### Diffusions et audience
En France, le téléfilm, diffusé le 17 novembre 2021 sur France 2, est regardé par 5 400 000 téléspectateurs,. Rediffusé le 16 octobre 2023, une semaine avant la diffusion de sa suite Morts au sommet, il est regardé par 3 300 000 téléspectateurs.

### Accueil critique
Pour Thomas Destouches du magazine Télé-Loisirs « Il faut reconnaître à l'écriture de Noir comme neige son efficacité dans la caractérisation rapide des deux protagonistes principaux, dans la création de ce duo si mal assorti et dans sa façon de ne pas céder à la facilité dans leur rapport. Ces aspérités sont à mettre au crédit de ce téléfilm, tout comme l'interprétation de Laurent Gerra - étonnant en flic cassant, austère et peu aimable, de plus en plus à l'aise dans un registre éloigné de la comédie - et Clémentine Poidatz, ainsi que la singularité de la mise en scène d'Eric Valette, réalisateur issu du cinéma de genre et qui capture les magnifiques décors naturels de ce téléfilm avec l'œil du passionné de western qu'il est. Il faut aussi souligner les écueils de ce téléfilm, notamment le profond classicisme de son intrigue policière, qui souffre également de quelques facilités, la lourdeur de certains dialogues et un rythme qui confond parfois lenteur (qui n'est pas, en soi, un défaut) et torpeur ».